# Charles Watkins Merrifield
Charles Watkins Merrifield (1827-1884) va ser un matemàtic anglès que va ser president de London Mathematical Society.
Merrifield era fill d'un advocat a la cort de Londres i d'una crítica d'art i literària. Ve rebre una bona educació i el 1847 va començar a treballar al Departament d'Ensenyament.
Tor i ser advocat, mai va exercir com tal. A partir de 1858 va publicar una sèrie d'articles sobre càlcul de funcions el·líptiques pels quals va obtenir el seu nomenament de fellow de la Royal Society. El 1865 va ser nomenat membre del Institut d'Arquitectes Navals i dos anys més tard director de la Reial Escola d'Arquitectura Naval, càrrec que va mantenir fins al 1873. Durant aquesta època va publicar nombrosos articles sobre construcció de vaixells i estudis tècnics. Va ser un ferm partidari de la utilització de servomotors per millorar la maniobrabilitat i la flotabilitat dels bucs.